# Indywidualne Mistrzostwa Polski w Zapasach 1953

## Mistrzostwa Polski w Zapasach1953

### Mężczyźni
- styl wolny

6. Mistrzostwa Polski – x – x 1953, Łódź. Były to pierwsze mistrzostwa w stylu wolnym rozegrane od 1938
- styl klasyczny

23. Mistrzostwa Polski – x – x 1953, Warszawa

## Medaliści

### Mężczyźni

#### Styl wolny
| Kategoria:  | Złoto:                            | Srebro: | Brąz: |
| 52 kg       | Józef Malik Siła Mysłowice        |         |       |
| 57 kg       | Henryk Pyplok Slavia Ruda Śląska  |         |       |
| 62 kg       | Rudolf Toboła Siła Mysłowice      |         |       |
| 67 kg       | Franciszek Przoń Pogoń Nowy Bytom |         |       |
| 73 kg       | Jan Kuczyński Spójnia Gdańsk      |         |       |
| 79 kg       | Mirosław Żywczyk AZS-AWF Warszawa |         |       |
| 87 kg       | Józef Grotkowski AZS-AWF Warszawa |         |       |
| ponad 87 kg | Norbert Kasperczyk Siła Mysłowice |         |       |

#### Styl klasyczny
| Kategoria:  | Złoto:                                  | Srebro:                              | Brąz:                                 |
| 52 kg       | Józef Dziewiór Orzeł Wełnowiec          | Edward Dydo Włókniarz Boguszów       | Bolesław Dąbrowski Budowlani Warszawa |
| 57 kg       | Zdzisław Schneider CWKS Warszawa        | Franciszek Spychała Spójnia Poznań   | Edward Ligocki Włókniarz Boguszów     |
| 62 kg       | Rudolf Toboła Siła Mysłowice            | Franciszek Kauch Stal Poznań         | Marian Klorek Stal Poznań             |
| 67 kg       | Mieczysław Dąbrowski Budowlani Warszawa | Mieczysław Łesyszak Spójnia Szczecin | Jan Kuczyński Spójnia Gdańsk          |
| 73 kg       | Zbigniew Szajewski Spójnia Szczecin     | Edward Żuławnik CWKS Warszawa        | Eugeniusz Skowronek Orzeł Wełnowiec   |
| 79 kg       | Jan Majewicz Spójnia Gdańsk             | Jerzy Gryt Górnik Janów              | Ernest Krauze Kolejarz Poznań         |
| 87 kg       | Norbert Kasperczyk Siła Mysłowice       | Jerzy Czujewicz Stal Poznań          | Karol Zasłona Stal Ożarów             |
| ponad 87 kg | Zdzisław Leitgeber Kolejarz Poznań      | Zbigniew Jończyk Unia Swarzędz       | Sylwester Chojnacki Boruta Zgierz     |